# سام بيل
سام بيل (بالإنجليزية: Sam Bell)‏ (6 فبراير 1909 في المملكة المتحدة - 1982) هو لاعب كرة قدم بريطاني (وحمل سابقاً جنسية المملكة المتحدة لبريطانيا العظمى وأيرلندا) في مركز الهجوم. لعب مع توتنهام هوتسبير وتونبريدج أنغلز ونادي ساوثيند يونايتد ونادي لوتون تاون ونادي ميلوول ونورويتش سيتي.